# Амунг

Амунг на этно-лингвистической карте Индонезии обозначены как дамалы.

Амунг — папуасское племя, обитающее на севере центральной части индонезийской провинции Папуа (ранее Ириан-Джая). Численность оценивается в примерно 17700 до 19000 человек.

## Расселение
Народ амунг распространен в высокогорных районах провинции Папуа на западе острова Новая Гвинея. Говорят на языке дамал.

## Быт
Основными занятиями народа амунг является охота и собирательство, однако практикуется ведение сельского хозяйства. Ранее был распространен каннибализм.

## Религия
Народ амунг придерживается анимиских культов и верований в силы природы и духов. Они очень привязан к своей исконной земле и считает окружающие горы священными.

## История
Попытки индонезийского правительства использовать обширные месторождения полезных ископаемых находящихся на этнических землях амунг привели к трениям и столкновениям между индонезийскими силовиками и местными жителями. После постройки шахты Грасберг, расположенной в самом сердце территории народа амунг началась обширная добыча золота и меди. Появление шахты и инфраструктуры привлекло к миграции в этот район трудовых мигрантов из западной Индонезии, а также других папуасов, некоторые из которых пытались поселиться на этих территориях. Это вызвало земельный спор в отношении обычных земельных прав между народом амунг и горнодобывающей компании Freeport Indonesia. Все эти факторы за последние 35 лет привели к частым протестам и социальным конфликтам, некоторые из которых были насильственно подавлены индонезийской полицией или военными.